# Good Times, Bad Times... Ten Years of Godsmack
Good Times, Bad Times... Ten Years of Godsmack je album s největšími hity od americké heavy metalové kapely Godsmack, vydané 4. prosince 2007. Ačkoliv jsou na nahrávce skoro všechny singly od skupiny, v kompilaci nenajdete „Bad Magick“ z desky Awake. CD také obsahuje akustické vystoupení Godsmack v Las Vegas (House of Blues).
Good Times, Bad Times... Ten Years of Godsmack okupovalo 35. místo Billboard 200 s více než 40 000 prodanými kusy v prvním týdnu.

## Seznam skladeb
Všechny písně napsány Sully Ernou, kromě těch, za nimiž je napsaná poznámka.
1. „Good Times, Bad Times“ – 2:57 (Bonham/Jones/Page/Plant) (videoklip)
2. „Whatever“ (Godsmack) – 3:26 (Erna/Rombola)
3. „Keep Away“ (Godsmack) – 4:50
4. „Voodoo“ (Godsmack) – 4:40 (Erna/Merrill)
5. „Bad Religion“ (Godsmack) – 3:13 (Erna/Stewart)
6. „Awake“ (Awake) – 5:04
7. „Greed“ (Awake) – 3:28
8. „I Stand Alone“ (Faceless) – 4:03
9. „Straight Out of Line“ (Faceless) – 4:21
10. „Serenity“ (Faceless) – 4:34
11. „Re-Align“ (Faceless) – 4:20
12. „Running Blind“ (The Other Side) – 3:55
13. „Touché“ (The Other Side) – 3:37 (Erna/Kosco/Richards)
14. „Speak“ (IV) – 3:55 (Erna/Rombola/Merrill/Larkin)
15. „Shine Down“ (IV) – 4:52
16. „The Enemy“ (IV) – 4:08

### Živé album
1. „Trippin'"
2. „Re-Align"
3. „Running Blind"
4. „Questions" (otázky fanoušků)
5. „Serenity"
6. „Voodoo"
7. „Questions" (otázky fanoušků)
8. „Spiral"
9. „Batalla de los Tambores" (sólo na basu a bicí)
10. „Keep Away"

Přídavek:
1. „Touché" (feat. John Kosco a Lee Richards)
2. „Reefer Headed Woman" (feat. John Kosco a Lee Richards)

## Hitparády
Album - Billboard (Severní Amerika)
| Rok  | Hitparáda     | Umístění |
| ---- | ------------- | -------- |
| 2007 | Billboard 200 | #35      |

Singly - Billboard (Severní Amerika)
| Rok  | Singl                  | Hitparáda              | Umístění |
| ---- | ---------------------- | ---------------------- | -------- |
| 2007 | „Good Times Bad Times" | Mainstream Rock Tracks | #8       |
| 2007 | „Good Times Bad Times" | Modern Rock Tracks     | #28      |

## Obsazení
Godsmack
- Sully Erna – zpěv, rytmická kytara, harmonika, produkce, bicí (písně 2-4)
- Tony Rombola – vedoucí kytara, doprovodné vokály
- Robbie Merrill – basa
- Tommy Stewart – bicí (písně 5-8)
- Shannon Larkin – bicí (1, 9-16)